# Wilhelm Foerster
Wilhelm Julius Foerster (lub Förster; ur. 16 grudnia 1832 w Zielonej Górze (wówczas Grünberg), zm. 18 stycznia 1921 w Poczdamie) – niemiecki astronom.

## Życiorys
Był asystentem Johanna Enckego, a po jego śmierci w 1865 roku objął kierownictwo berlińskiego obserwatorium astronomicznego. Funkcję tę pełnił do 1903 roku. Wraz z Ottonem Lesserem był współodkrywcą planetoidy (62) Erato.
W roku 1891 został przewodniczącym Międzynarodowego Biura Miar i Wag. Oprócz prac ogłaszanych w czasopismach astronomicznych, ogłosił zbiór swych naukowych wykładów i rozpraw (1876–1896), Kalender und Uhren am Ende des XIX. Jahrh. (1899), Zeitmessung und Zeitregelung (1909), Kalenderwesen und Kalenderreform. W 1888 roku powołał do życia towarzystwo „Urania”, a w 1891 roku „Związek Przyjaciół Astronomii i Fizyki Kosmicznej”.
Był członkiem stowarzyszenia Deutschen Gesellschaft für ethische Kultur (do którego należał także Albert Einstein) oraz Deutsche Friedensgesellschaft, przeciwstawiał się rosnącemu w Niemczech nacjonalizmowi po wybuchu I wojny światowej. Kiedy 93 niemieckich intelektualistów podpisało popierający wojnę manifest Aufruf an die Kulturwelt, Foerster był jedną z czterech osób, które w roku 1914 postawiły swoje nazwisko pod kontr-manifestem potępiającym wojnę Aufruf an die Europäer (pozostałe osoby to Einstein, filozof Otto Buek i fizjolog Georg Nicolai).
Był ojcem Friedricha Foerstera.
Jego nazwiskiem nazwano planetoidę (6771) Foerster.